# Stock Car Pro Series
La Stock Car Pro Series, precedentemente nota come Stock Car Brasil, è una serie per vetture turismo che si disputa in Brasile. È considerata la principale serie di sport motoristici brasiliani e sudamericani. A partire dal 1979 con Chevrolet come unico costruttore, la serie ha visto anche altri costruttori unirsi e partire come Mitsubishi, Peugeot e Volkswagen, attualmente l'unico altro oltre a Chevrolet e Toyota. La serie è composta da 12 round, con la gara più importante, la Corrida do Milhão vale il doppio dei punti e ha un montepremi di R$ 1 milione. La competizione ha visto nelle sue file molti piloti di fama internazionale, come Rubens Barrichello, Felipe Massa, Jacques Villeneuve, Lucas di Grassi, Nelson Piquet Jr., Ricardo Zonta, Tony Kanaan e António Félix da Costa.
C'è anche la Stock Series, che funge da categoria di accesso alla Pro Series. Il campione della Stock Series riceve un premio di 2,5 milioni di reais per gareggiare nella Stock Car.

## Storia

### Inizi
La serie nasce nel 1979, in alternativa alla Divisione 1, nella quale il dominio della Chevrolet stava facendo perdere l'interesse del pubblico e degli sponsor. Così la General Motors ha creato una nuova categoria, con prestazioni standardizzate e miglioramenti per tutti.

### Anni 1980

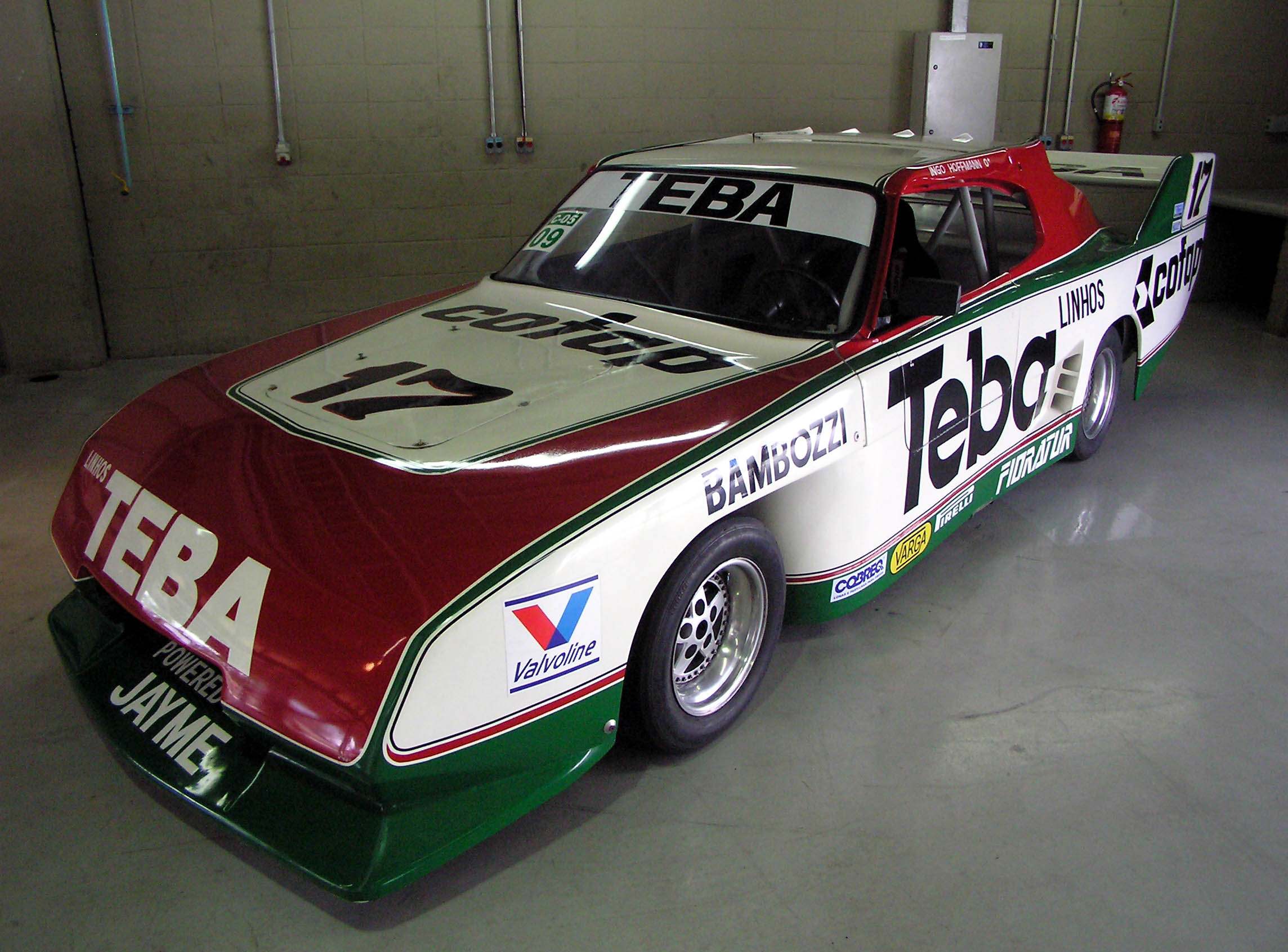
Chevrolet Opala 1987–1989

Nel 1982 si corrono per la prima volta due gare sul circuito di Estoril, in Portogallo. Nel 1987 vengono introdotte nuove carenature che migliorano l'aerodinamica e la sicurezza.

### Anni 1990

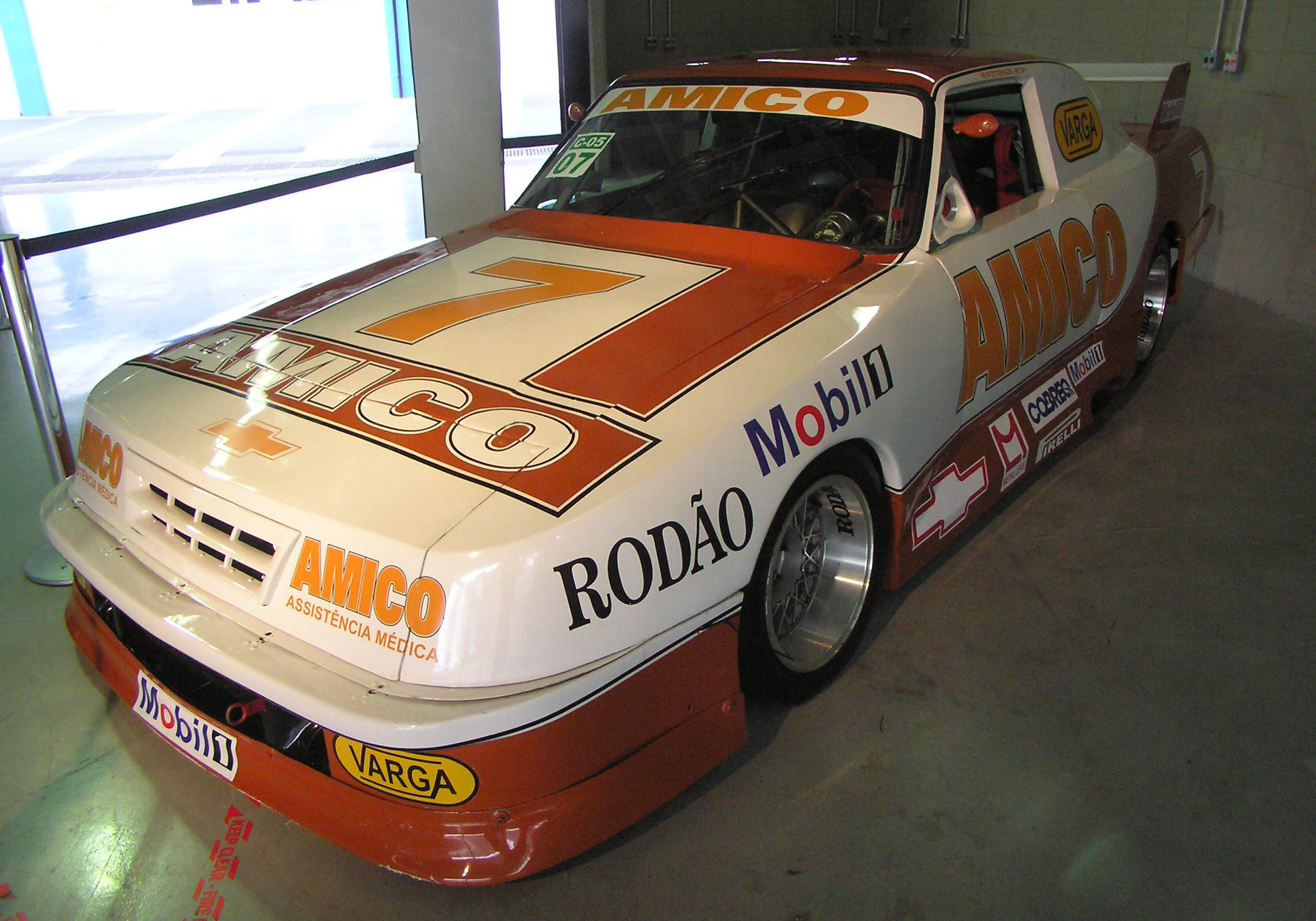
Chevrolet Opala 1990–1993

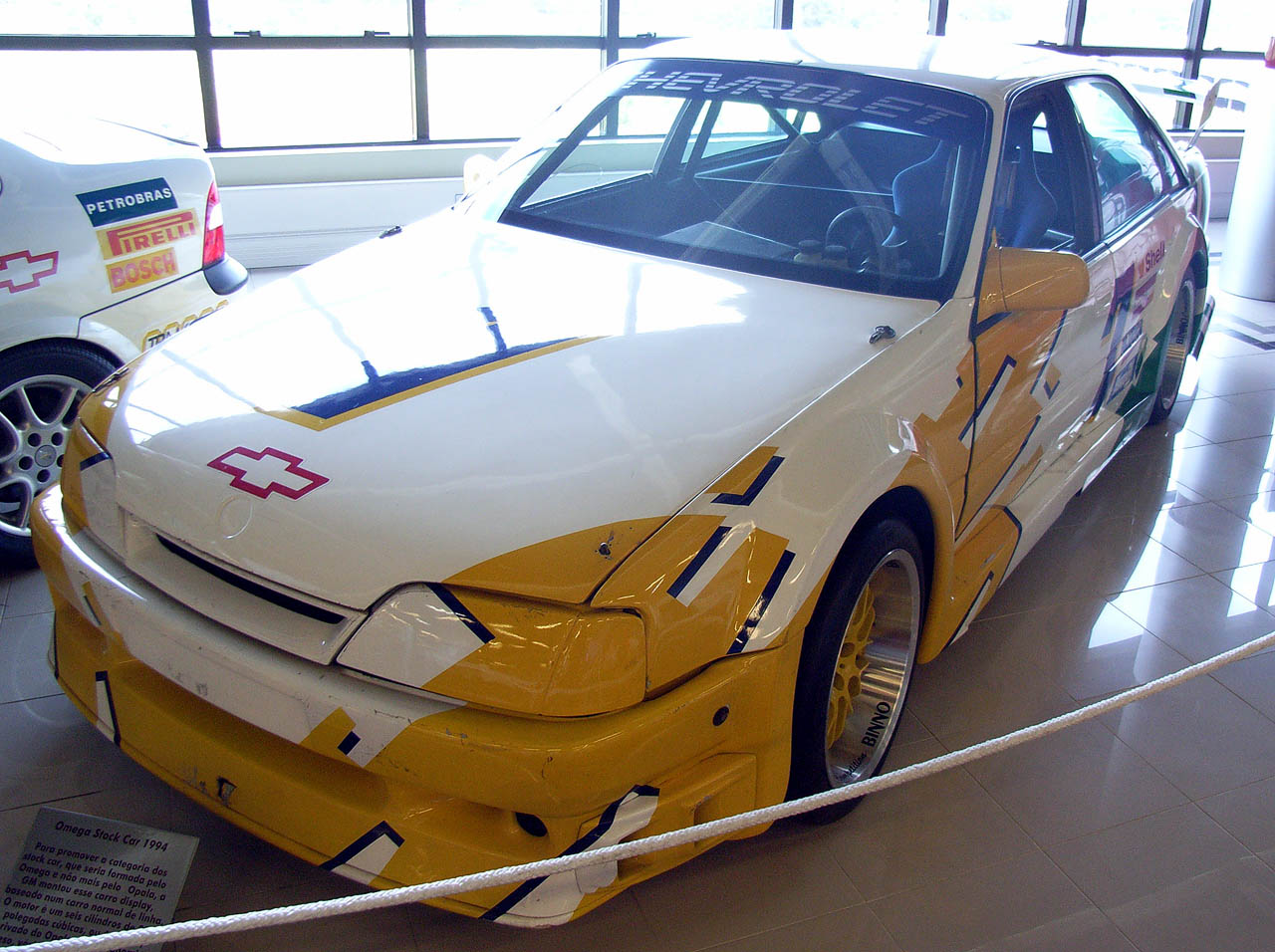
Chevrolet Omega 1994–1999

Nel 1991 cambia il regolamento, per cui le gare si disputano in due "manche", con due piloti per vettura, ma scema l'interesse fra pubblico, sponsor e reti televisive. Nel 1994 si ritorna alle gare con un solo pilota per vettura e la Chevrolet Omega diventa il modello standard. Come strategia di marketing, i biglietti per le corse sono resi gratuiti. Questo decennio ha visto il dominio di Ingo Hoffmann, che ha vinto otto titoli.

### Anni 2000

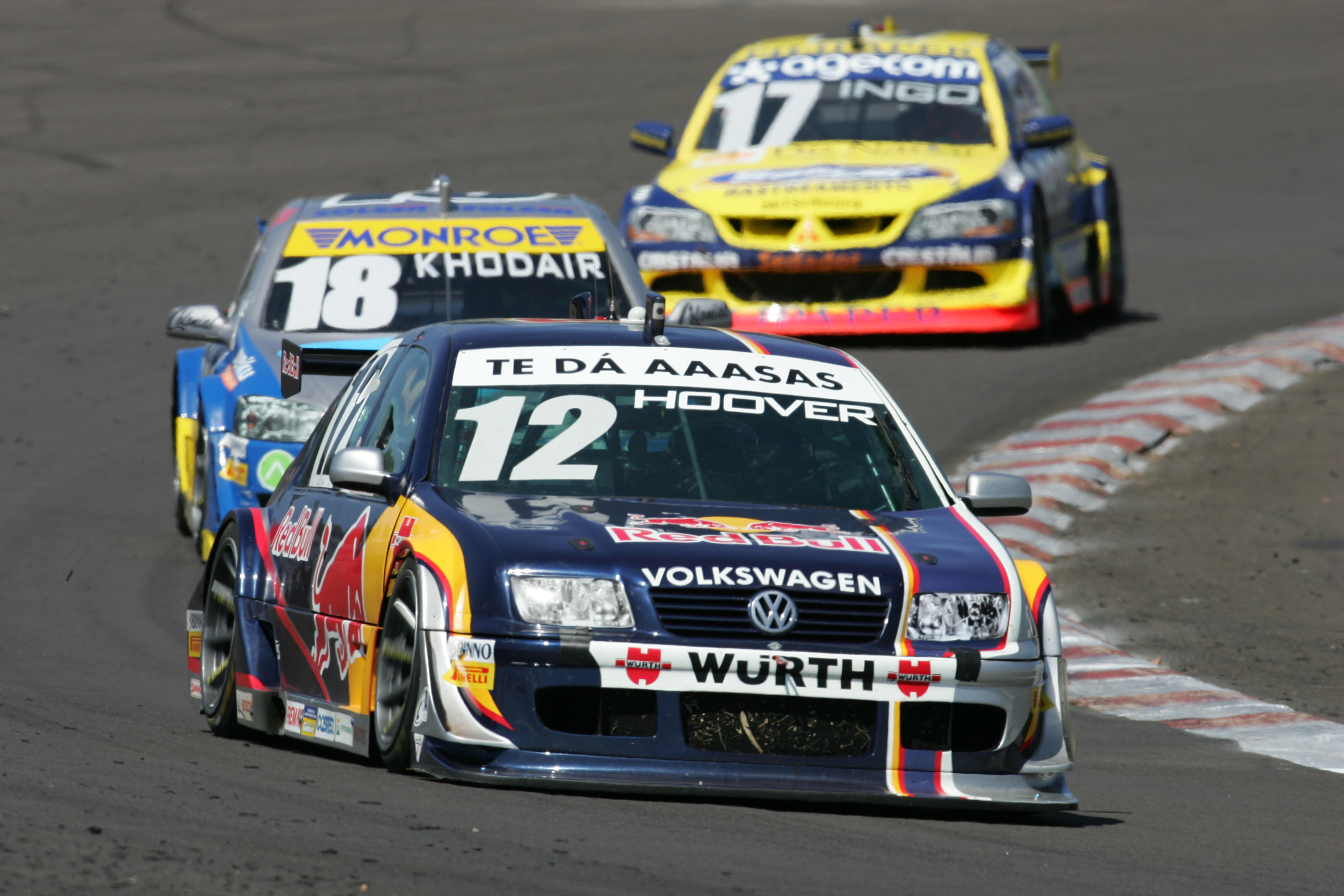
2007

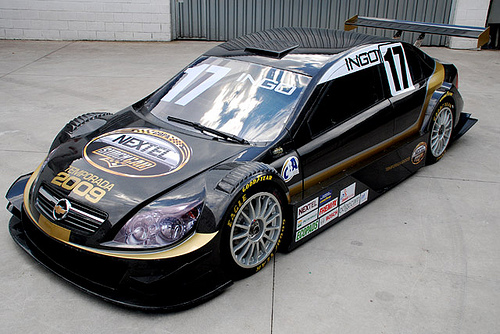
JL G-09 Chevrolet

Dal 2000 si usò per la prima volta un telaio tubolare.
Dal 2003 i motori passano da quattro a otto cilindri.
Nel 2005 si corse per la prima volta sul circuito di Buenos Aires, in Argentina. Nello stesso anno debuttò la Mitsubishi. Nel 2006 debuttò la Volkswagen e si adottò un nuovo sistema di punteggio simile a quello NASCAR: alla fine della stagione regolare i 10 migliori piloti partecipavano alla Super Final, una serie di quattro gare. Nel 2007 debuttò la Peugeot. Nel 2008 il campionato è passato dai pneumatici Pirelli a quelli Goodyear.

### Anni 2010
Dal 2010 si utilizza l'etanolo come carburante e i motori sono a iniezione elettronica.
Nel 2012 viene soppressa la Super Final e cambia anche il sistema di punteggio, con i primi venti classificati per gara che vanno a punti.

### Anni 2020
Nel 2020, Toyota Gazoo Racing ha partecipato al fianco di Chevrolet, schierando una versione regolamentare della sua Toyota Corolla, che ha ricevuto un lifting nel 2021.

## Sistema di punteggio
| Posizione | 1° | 2° | 3° | 4° | 5° | 6° | 7° | 8° | 9° | 10° | 11° | 12° | 13° | 14° | 15° | 16° | 17° | 18° | 19° | 20° |
| --------- | -- | -- | -- | -- | -- | -- | -- | -- | -- | --- | --- | --- | --- | --- | --- | --- | --- | --- | --- | --- |
| Punti     | 22 | 20 | 18 | 17 | 16 | 15 | 14 | 13 | 12 | 11  | 10  | 9   | 8   | 7   | 6   | 5   | 4   | 3   | 2   | 1   |

## Albo d'oro
| Anno | Pilota                         | Vettura           | Team                           |
| ---- | ------------------------------ | ----------------- | ------------------------------ |
| 1979 | Paulo Gomes                    | Chevrolet Opala   | Equipe Coca-Cola Brasil/Polwax |
| 1980 | Ingo Hoffmann                  | Chevrolet Opala   | Equipe Johnson                 |
| 1981 | Affonso Giaffone Filho         | Chevrolet Opala   | Giaffone Motorsport            |
| 1982 | Alencar Jr.                    | Chevrolet Opala   | Spinelli Racing                |
| 1983 | Paulo Gomes                    | Chevrolet Opala   | Equipe Coca-Cola Brasil/Polwax |
| 1984 | Paulo Gomes                    | Chevrolet Opala   | Team Metalpó                   |
| 1985 | Ingo Hoffmann                  | Chevrolet Opala   | JF Racing                      |
| 1986 | Marcos Gracia                  | Chevrolet Opala   | Equipe Havoline-Texaco         |
| 1987 | Zeca Giaffone                  | Chevrolet Opala   | Giaffone Motorsport            |
| 1988 | Fábio Sotto Mayor              | Chevrolet Opala   | Equipe Castrol                 |
| 1989 | Ingo Hoffmann                  | Chevrolet Opala   | JF Racing                      |
| 1990 | Ingo Hoffmann                  | Chevrolet Opala   | Equipe Castrol                 |
| 1991 | Ingo Hoffmann Ângelo Giombelli | Chevrolet Opala   | Equipe Castrol                 |
| 1992 | Ingo Hoffmann Ângelo Giombelli | Chevrolet Opala   | Equipe Castrol                 |
| 1993 | Ingo Hoffmann Ângelo Giombelli | Chevrolet Opala   | Equipe Castrol                 |
| 1994 | Ingo Hoffmann                  | Chevrolet Omega   | Equipe Castrol                 |
| 1995 | Paulo Gomes                    | Chevrolet Omega   | JF Racing                      |
| 1996 | Ingo Hoffmann                  | Chevrolet Omega   | Action Power                   |
| 1997 | Ingo Hoffmann                  | Chevrolet Omega   | Action Power                   |
| 1998 | Ingo Hoffmann                  | Chevrolet Omega   | Action Power                   |
| 1999 | Chico Serra                    | Chevrolet Vectra  | WB Motorsport                  |
| 2000 | Chico Serra                    | Chevrolet Vectra  | WB Motorsport                  |
| 2001 | Chico Serra                    | Chevrolet Vectra  | WB Motorsport                  |
| 2002 | Ingo Hoffmann                  | Chevrolet Vectra  | JF Racing                      |
| 2003 | David Muffato                  | Chevrolet Vectra  | Boettger Competições           |
| 2004 | Giuliano Losacco               | Chevrolet Astra   | RC Competições                 |
| 2005 | Giuliano Losacco               | Chevrolet Astra   | A.Mattheis Motorsport          |
| 2006 | Cacá Bueno                     | Mitsubishi Lancer | Eurofarma RC                   |
| 2007 | Cacá Bueno                     | Mitsubishi Lancer | Eurofarma RC                   |
| 2008 | Ricardo Maurício               | Peugeot 307       | WA Mattheis                    |
| 2009 | Cacá Bueno                     | Peugeot 307       | Red Bull Racing                |
| 2010 | Max Wilson                     | Chevrolet Vectra  | Eurofarma RC                   |
| 2011 | Cacá Bueno                     | Peugeot 408       | Red Bull Racing                |
| 2012 | Cacá Bueno                     | Chevrolet Sonic   | Red Bull Racing                |
| 2013 | Ricardo Maurício               | Chevrolet Sonic   | Eurofarma RC                   |
| 2014 | Rubens Barrichello             | Chevrolet Sonic   | Full Time Sports               |
| 2015 | Marcos Gomes                   | Peugeot 408       | Voxx Racing                    |
| 2016 | Felipe Fraga                   | Peugeot 408       | Cimed Racing                   |
| 2017 | Daniel Serra                   | Chevrolet Cruze   | Eurofarma RC                   |
| 2018 | Daniel Serra                   | Chevrolet Cruze   | Eurofarma RC                   |
| 2019 | Daniel Serra                   | Chevrolet Cruze   | Eurofarma RC                   |
| 2020 | Ricardo Maurício               | Chevrolet Cruze   | Eurofarma RC                   |
| 2021 | Gabriel Casagrande             | Chevrolet Cruze   | A.Mattheis Vogel Motorsport    |
| 2022 | Rubens Barrichello             | Toyota Corolla    | Full Time Sports               |
| 2023 | Gabriel Casagrande             | Chevrolet Cruze   | A.Mattheis Vogel Motorsport    |
| 2024 | Gabriel Casagrande             | Chevrolet Cruze   | A.Mattheis Vogel Motorsport    |

## Incidenti mortali
- Nel 1985 Zeca Greguricinski morì a causa di un incendio a seguito di un incidente sul circuito di Interlagos;
- Nel giugno 2001, Laércio Justino morì sull'Autódromo Internacional Nelson Piquet (Brasilia) dopo aver perso il controllo della vettura ed essersi schiantato all'entrata della pit lane;
- Il 9 dicembre 2007 Rafael Sperafico morì in un incidente sul circuito di Interlagos in una gara della serie Stock Car Light.
- Il 3 aprile 2011 Gustavo Sondermann morì dopo essere stato colpito da più vetture, in particolare da Pedro Boesel alla curva del caffè